# Хендриксон, Дарби
Да́рби Хе́ндриксон (англ. Darby Hendrickson; 28 августа 1972, Ричфилд, США) — американский хоккеист и тренер. Играл на позиции центрального нападающего. В НХЛ сыграл свыше 500 матчей. Выступал за сборную США. В настоящее время работает в тренерском штабе «Нэшвилл Предаторз».

## Игровая карьера
В 1990 году клуб «Торонто Мейпл Лифс» выбрал Хендриксона на драфте НХЛ под общим номером 73.
На драфте расширения-2000 был выбран клубом «Миннесота Уайлд».
На протяжении профессиональной клубной карьеры Хендриксон защищал цвета команд «Торонто Мейпл Лифс», «Нью-Йорк Айлендерс», «Ванкувер Кэнакс», «Миннесота Уайлд», «Колорадо Эвеланш», «Рига 2000», «Ред Булл».
Всего провел 543 матча в НХЛ, в том числе 25 игр плей-офф Кубка Стэнли.
В составе сборной США участвовал в 52 встречах на главных турнирах мирового хоккея, в том числе на Олимпиаде-1994. Также выступал на чемпионате мира с 1996 по 2001 год.

## Карьера тренера
С 2010 по 2024 года был ассистентом главного тренера в «Миннесота Уайлд», где проработал с 6 тренерами из 7 за всю историю « Уайлд».
21 июня 2024 года вошёл в тренерский штаб Эндрю Брюнетта из «Нэшвилл Предаторз». Хендриксон хорошо знаком Брюнетту, ведь играл с ним в «Миннесоте», а позже и работал с ним в тренерском штабе. Также Хендриксон работал в штабе Тодда Ричардса, который также сейчас входит в тренерский штаб «Нэшвилла».

## Личная жизнь
По завершении карьеры хоккеиста работал некоторое время одним из комментатором в «Миннесоте Уайлд» на FSN North.
У Дарби и его жены Даны 4 сына. Один из них, Беккетт, также хоккеист-центрофорвард и был выбран на драфте-2023 под 124-м номером клубом «Бостон Брюинз».

## Статистика
Источник:

### Клубная
| Сезон       | Клуб                           | Лига        | Регулярный сезон | Регулярный сезон | Регулярный сезон | Регулярный сезон | Регулярный сезон | Плей-офф | Плей-офф | Плей-офф | Плей-офф | Плей-офф |
| Сезон       | Клуб                           | Лига        | И                | Г                | П                | О                | ШМ               | И        | Г        | П        | О        | ШМ       |
| ----------- | ------------------------------ | ----------- | ---------------- | ---------------- | ---------------- | ---------------- | ---------------- | -------- | -------- | -------- | -------- | -------- |
| 1991-92     | Команда Университета Миннесоты | WCHA        | 44               | 25               | 30               | 55               | 63               | —        | —        | —        | —        | —        |
| 1992-93     | Команда Университета Миннесоты | WCHA        | 31               | 12               | 15               | 27               | 35               | —        | —        | —        | —        | —        |
| 1993-94     | «Сент-Джон Мэйпл Лифс»         | АХЛ         | 6                | 4                | 1                | 5                | 4                | 3        | 1        | 1        | 2        | 0        |
| 1993-94     | «Торонто Мэйпл Лифс»           | НХЛ         | —                | —                | —                | —                | —                | 2        | 0        | 0        | 0        | 0        |
| 1994-95     | «Сент-Джон Мэйпл Лифс»         | АХЛ         | 59               | 16               | 20               | 36               | 48               | —        | —        | —        | —        | —        |
| 1994-95     | «Торонто Мэйпл Лифс»           | НХЛ         | 8                | 0                | 1                | 1                | 4                | —        | —        | —        | —        | —        |
| 1995-96     | «Торонто Мэйпл Лифс»           | НХЛ         | 46               | 6                | 6                | 12               | 47               | —        | —        | —        | —        | —        |
| 1995-96     | «Нью-Йорк Айлендерс»           | НХЛ         | 16               | 1                | 4                | 5                | 33               | —        | —        | —        | —        | —        |
| 1996-97     | «Сент-Джон Мэйпл Лифс»         | АХЛ         | 12               | 5                | 4                | 9                | 21               | —        | —        | —        | —        | —        |
| 1996-97     | «Торонто Мэйпл-Лифс»           | НХЛ         | 64               | 11               | 6                | 17               | 47               | —        | —        | —        | —        | —        |
| 1997-98     | «Торонто Мэйпл-Ліфс»           | НХЛ         | 80               | 8                | 4                | 12               | 67               | —        | —        | —        | —        | —        |
| 1998-99     | «Торонто Мэйпл-Ліфс»           | НХЛ         | 35               | 2                | 3                | 5                | 30               | —        | —        | —        | —        | —        |
| 1998-99     | «Ванкувер Кэнакс»              | НХЛ         | 27               | 2                | 2                | 4                | 22               | —        | —        | —        | —        | —        |
| 1999-00     | «Сиракьюз Кранч»               | АХЛ         | 20               | 5                | 8                | 13               | 16               | —        | —        | —        | —        | —        |
| 1999-00     | «Ванкувер Кэнакс»              | НХЛ         | 40               | 5                | 4                | 9                | 14               | —        | —        | —        | —        | —        |
| 2000-01     | «Миннесота Уайлд»              | НХЛ         | 72               | 18               | 11               | 29               | 36               | —        | —        | —        | —        | —        |
| 2001-02     | «Миннесота Уайлд»              | НХЛ         | 68               | 9                | 15               | 24               | 50               | —        | —        | —        | —        | —        |
| 2002-03     | «Миннесота Уайлд»              | НХЛ         | 28               | 1                | 5                | 6                | 8                | 17       | 2        | 3        | 5        | 4        |
| 2003-04     | «Хьюстон Аэрос»                | АХЛ         | 31               | 4                | 5                | 9                | 19               | —        | —        | —        | —        | —        |
| 2003-04     | «Миннесота Уайлд»              | НХЛ         | 14               | 1                | 0                | 1                | 6                | —        | —        | —        | —        | —        |
| 2003-04     | «Колорадо Эвеланш»             | НХЛ         | 20               | 1                | 3                | 4                | 6                | 6        | 1        | 0        | 1        | 2        |
| 2004-05     | «Рига 2000»                    | LAT         | 7                | 3                | 3                | 6                | 26               | —        | —        | —        | —        | —        |
| 2005-06     | «Ред Булл» (Зальцбург)         | Австрия     | 31               | 9                | 10               | 19               | 12               | —        | —        | —        | —        | —        |
| 2006-07     | «Ред Булл» (Зальцбург)         | Австрия     | 56               | 10               | 28               | 38               | 54               | 7        | 0        | 1        | 1        | 12       |
| Всего в НХЛ | Всего в НХЛ                    | Всего в НХЛ | 518              | 65               | 64               | 129              | 370              | 25       | 3        | 3        | 6        | 6        |

### Сборная
| Год                  | Команда              | Турнир               | Место                | И  | Г | П | О  | ШМ |
| -------------------- | -------------------- | -------------------- | -------------------- | -- | - | - | -- | -- |
| 1994                 | США                  | ОІ                   | 8-е                  | 8  | 0 | 0 | 0  | 6  |
| 1996                 | США                  | ЧС                   | 3                    | 8  | 1 | 1 | 2  | 4  |
| 1997                 | США                  | ЧС                   | 6-е                  | 8  | 0 | 1 | 1  | 8  |
| 1998                 | США                  | ЧС                   | 12-е                 | 6  | 1 | 0 | 1  | 0  |
| 1999                 | США                  | ЧС                   | 6-е                  | 6  | 0 | 2 | 2  | 0  |
| 2000                 | США                  | ЧС                   | 5-е                  | 7  | 1 | 1 | 2  | 12 |
| 2001                 | США                  | ЧС                   | 4-е                  | 9  | 3 | 3 | 6  | 4  |
| Национальная сборная | Национальная сборная | Национальная сборная | Национальная сборная | 52 | 6 | 8 | 14 | 34 |

### Награды
| Сезон   | Награда                                      | Лига           |
| ------- | -------------------------------------------- | -------------- |
| 1990-91 | Мистер Хоккей Миннесоты – лучший игрок штата | ЮСХС           |
| 1991-92 | Новобранец года                              | НСАА (ВСХА)    |
| 1992-93 | Чемпион                                      | НСАА (ВСХА)    |
| 1995-96 | 3                                            | Чемпионат мира |
| 2004-05 | Чемпион Латвии                               | LAT            |